# Krystal Jung
Chrystal Soo Jung (San Francisco, California, 24 de octubre de 1994), conocida como Krystal Jung o simplemente Krystal, es una cantante, actriz y modelo surcoreana-estadounidense. Fue descubierta por SM Entertainment en 2000, ella filmaba en comerciales y vídeos musicales en 2002 y oficialmente entró como aprendiz para S.M. en 2006. Ella es miembro del grupo femenino surcoreano f(x) y del grupo balada SM The Ballad. Ha participado en varios programas de televisión y series como: High Kick 3 (2011-2012), The Heirs (2013), My Lovely Girl (2014), The Bride of Habaek (2017), Prison Playbook (2017) y Player (2018).

## Primeros años
Krystal nació en San Francisco, California, donde su familia se instaló de Corea del Sur en la década de 1980. Durante un viaje familiar a Corea del sur a principios de 2000, a la edad de cinco, ella y su hermana mayor Jessica fueron vistas por la agencia de talentos S.M. Entertainment, e hicieron que aparecieran en el vídeo musical de Shinhwa «Wedding March». La agencia les ofreció clases de canto y baile, optaron por capacitarlas profesionalmente en una carrera de canto. Sin embargo, la oferta fue rechazada por sus padres, razonando que Krystal era demasiado joven y al principio sólo se permitía que su hermana mayor estuviera en la agencia, que debutó como un miembro del grupo femenino Girls' Generation. Desde entonces, las hermanas Jung han aparecido juntas en eventos.

## Carrera
En 2002, Krystal apareció en varios comerciales de televisión.  Ella primero apareció en el comercial de Lotte con la actriz surcoreana Han Ga In. En 2006, sus padres finalmente le permitieron ingresar a S.M. Entertainment, y la agencia entonces la inscribió en clases de baile. Ella fue entrenada durante 3 años antes de debutar como parte del f(x) en el 2009. Después de mudarse a Corea del Sur, Krystal asistió a Korea Kent Foreign School, luego se graduó de Hanlim Multi Art School el 7 de febrero de 2013, donde ella fue honrada con un premio al logro. Actualmente asiste a la Universidad de Sungkyunkwan, con especialización en teatro.

### 2009-13: Debut e inicios de carrera
Hizo su debut como miembro de f(x) en septiembre de 2009. En marzo de 2010, Krystal participó en una serie de vídeos bajo el proyecto Melody, interpretando a un estudiante enamorada de un profesor de música. Lanzó la canción «Melody» específicamente para este proyecto. Se convirtió en presentadora de The M-Wave, junto a Thunder de MBLAQ. En julio, la cantante debutó como actriz en el drama More Charming by the Day con un papel secundario. Debido a su aparición, ganó el premio «Newcomer Comedy Award» en los MBC Entertainment Awards de 2010.
Al año siguiente, lanzó la canción «Because of Me» como banda sonora del drama Sign, también participó en un dúo con Leeteuk de Super Junior en la canción «Grumbling». En ese entonces, participó en el programa Kiss & Cry, donde ganó el primer lugar en patinaje artístico. Kim Yu-na la elogió diciendo que: «Sus habilidades me muestran lo suficiente para saber que Krystal es una patinadora». En noviembre del mismo año, la cantante protagonizó High Kick 3.
En 2012, se lanzó el sencillo «Butterfly», grabado con Jessica para el drama To the Beautiful You, en el que Sulli apareció como protagonista. En 2013, Kristal protagonizó el drama The Heirs. Su personaje generó reconocimiento positivo entre los espectadores, y fue elegida como la mejor pareja, junto a Minhyuk de CNBLUE en los DramaFever Awards. Ese año, ella y Sulli se convirtieron en los nuevos rostros de la marca de maquillaje, Etude House.

### 2014-presente: SM the Ballad y actuación
En 2014, Krystal se unió al proyecto SM the Ballad, fundado por SM Entertainment en 2010. En el segundo álbum, SM the Ballad Vol. 2 – Breath, cantó la versión japonesa de «Breath», junto a Changmin de TVXQ. También interpretó el dueto «When I Was ... When U Were ...» con Chen de EXO. El 12 de febrero, actuaron juntos en SM The Ballad Joint Recital. En marzo, realizó una corta aparición en el drama Potato Star. Go Kyung-pyo describió su cameo como un «momento agradable para recordar». En abril, tuvo lugar el lanzamiento de la canción «Say Yes», grabada con Jessica y Kris, integrante de EXO en ese momento, como banda sonora de la película Make a Move. En junio, comenzó la emisión de Jessica & Krystal, un programa que muestra la vida cotidiana de las hermanas. Más tarde ese año, obtuvo el papel principal para el drama My Loved Girl, junto con Rain y L. Por su participación, ganó el premio «Actriz más popular» en los Baeksang Arts Awards.
En mayo de 2015, Krystal participó en el cortometraje Listen To My Song en honor al décimo aniversario de la revista W Korea. En octubre, se anunció que protagonizará la película china Unexpected Love, junto a Lay de EXO. El 28 de noviembre, SM Entertainment anunció que también había sido seleccionada para protagonizar el drama Graduation Season.
El 15 de febrero de 2017, lanzó la canción «I Don't Wanna Love You» en colaboración con June One Kim de Glen Check. En el mismo mes, Krystal formó parte del elenco principal de The Bride of Habaek. En el mismo año, protagonizó el drama de comedia negra Prison Playbook, en el cual recibió críticas positivas por su actuación. A finales del año, fue nombrada como «Mujer del año» por GQ Korea. En 2018, protagonizó el drama Player. Posteriormente, en 2019, Krystal y su hermana filmaron su segundo reality show en su país natal. En el mismo año tuvo su primer papel protagonista en la comedia familiar independiente More than Family, con el papel de To-il, una joven soltera que espera un bebé.
En 2020, Jung fue elegida para el drama militar de OCN, The Search, donde interpretó a una oficial de élite del ejército. El 18 de agosto del mismo año, se anunció que Krystal decidió finalizar su contrato con SM Entertainment.
El 9 de agosto de 2021 se unió al elenco de la serie Police University (también conocida como "Police Academy") donde dio vida a Oh Kang-hee, una estudiante de primer año en la academia que soñaba con convertirse en oficial de policía mientras sus amigas jugaban con muñecas.
En junio de 2021 apareció como coprotagonista en la comedia romántica Sweet & Sour, donde interpretó a Han Bo-yeong, una joven ingeniera con un empleo precario que ambiciona el éxito profesional y personal. La película se había rodado en 2019, pero su estreno, previsto en sala, se pospuso a causa de la pandemia de COVID-19, y terminó distribuyéndose por la plataforma Netflix.
En octubre de 2021 se confirmó que se había unido al elenco principal de la serie Crazy Love, donde da vida a Lee Shin-ah, la secretaria de Noh Go-jin (Kim Jae-wook), una mujer sin mucha presencia, aunque una empleada responsable y trabajadora. La serie se estrenará el 7 de marzo de 2022.

## Vida personal
En abril de 2016, fue confirmado por SM Entertainment que Krystal estaba en una relación sentimental con Kai de EXO. Sin embargo, el 1 de junio de 2017, la relación llegó a su fin.

## Filmografía

### Series de televisión
| Año     | Título                                 | Papel                  | Canal | Notas                        | Ref.   |
| ------- | -------------------------------------- | ---------------------- | ----- | ---------------------------- | ------ |
| 2010    | More Charming By The Day               | Jung Soo Jung          | MBC   | Papel de apoyo               |        |
| 2011    | Welcome to the Show                    | Ella misma             | SBS   | Aparición corta              |        |
| 2011-12 | High Kick: Revenge of the Short Legged | Ahn Soo Jung           | MBC   | Papel de apoyo               |        |
| 2013    | The Heirs                              | Lee Bo Na              | SBS   | Papel de apoyo               |        |
| 2013    | The Miracle                            | Lee Bo Na              | SBS   | Papel de apoyo               | [ 58 ] |
| 2014    | Potato Star 2013QR3                    | Jung Soo Jung          | tvN   | Aparición corta, ep. 81      |        |
| 2014    | My Lovely Girl                         | Yoon Se Na             | SBS   | Papel principal              |        |
| 2016    | Graduation Season                      | –                      | –     | Papel principal; drama chino |        |
| 2016    | Legend of the Blue Sea                 | Min-ji                 | –     | Cameo, ep. 1                 |        |
| 2017    | The Bride of Habaek                    | Moo-ra / Hye-ra        | tvN   | 16 episodios                 |        |
| 2017    | Prison Playbook                        | Kim Ji-ho              | tvN   | 16 episodios                 |        |
| 2018    | Player                                 | Cha Ah Ryung           | -     |                              | [ 59 ] |
| 2020    | The Search                             | Son Ye-rim             | OCN   |                              |        |
| 2021    | Police University                      | Oh Kang-hee            | KBS2  |                              | [ 60 ] |
| 2022    | Crazy Love                             | Lee Shin Ah            | KBS2  | Papel principal              | [ 55 ] |
| 2025    | Way Back Love                          | Mensajera de la Muerte | TVING | Aparición especial, ep. 6    | [ 61 ] |

### Películas
| Año  | Título                          | Papel                  | Notas                                               | Ref.          |
| ---- | ------------------------------- | ---------------------- | --------------------------------------------------- | ------------- |
| 2012 | I AM.                           | Ella misma             | Documental de SM Town.                              | [ 62 ]        |
| 2015 | Listen To My Song               | Ella misma             | Cortometraje para el décimo aniversario de W Korea. |               |
| 2015 | SMTown: The Stage               | Ella misma             | Documental de SM Town.                              |               |
| 2020 | More Than Family (Aaebigyuhwan) | Kim To-il / Choi To-il |                                                     | [ 63 ]        |
| 2021 | Sweet and Sour                  | Bo-young               |                                                     | [ 64 ] [ 65 ] |
| —    | Unexpected Love                 | Fei Yan                | Película china.                                     |               |
| 2023 | Cobweb                          | Han Yoo-rim            |                                                     | [ 66 ] [ 67 ] |

### Programas de variedades
| Fecha     | Canal   | Título                 | Episodio       | Papel             | Notas |
| --------- | ------- | ---------------------- | -------------- | ----------------- | --- |
| 2010–2011 | KBS 2TV | Let's Go! Dream Team 2 | 22, 29, 32, 55 | Invitada          | Krystal & Minho ganaron el "Equipo Sueño de Pareja" (ep. 22). Krystal marcó un récord de 1.95m (ep. 32).                                                   |
| 2010–2011 | Arirang | The M-Wave             |                | Presentadora      | Krystal fue presentadora junto con Thunder |
| 2011      | SBS     | Kiss & Cry             | 1–14           | Ganadora          | Elenco: Krystal, IU, Kim Yuna, Shin Dong Yup, Jin Ji Hee, Kim Byung Man, Lee Ah Hyun, Lee Kyu Hyuk, Park Jun Geum, Seo Ji Seok, Son Dam Bi, y U-Know Yunho |
| 2011      | SBS     | Strong Heart           | 88 & 89        | Invitada          | Krystal cantó una parte de «Hands Up». |
| 2012      | SBS     | Running Man            | 93 & 94        | Ganadora con Gary | Invitados: Krystal, Gyuri y SeungYeonde Kara, Hyuna y Suzy. Krystal recibió una tiara de oro.                                                              |
| 2012      | KBS2    | Hello Counselor        | 81, 134        | Invitada          | |
| 2013      | OnStyle | Project Runway Korea   | 9              | Jueza invitada    | Project Runway Korea All Stars. |
| 2014      | OnStyle | Jessica & Krystal      | 1-10           | Elenco regular    | junto a su hermana Jessica realizan actividades diarias |
| 2014      | SBS     | Running Man            | 214            | Ganadora          | episodio especial junto con «My Lovely Girl» |

## Discografía

### Canciones
| Título                                                                            | Año                    | Mejor posición         | Ventas                 | Álbum                             |
| Título                                                                            | Año                    | COR                    | Ventas                 | Álbum                             |
| Como artista principal                                                            | Como artista principal | Como artista principal | Como artista principal | Como artista principal            |
| --------------------------------------------------------------------------------- | ---------------------- | ---------------------- | ---------------------- | --------------------------------- |
| «Melody»                                                                          | 2010                   | —                      | N/A                    | Melody Project Part II – Moderato |
| Colaboraciones                                                                    |                        |                        |                        |                                   |
| «The Way An Idol Breaks Up» (con Heechul)                                         | 2010                   | —                      | Sin álbum              | Super Show 3                      |
| «When I Was... When U Were...» (con Chen)                                         | 2014                   | 31                     | - COR: 76 017+         | SM the Ballad Vol. 2 – Breath     |
| «Breath» (Versión japonesa) (con Changmin)                                        | 2014                   | —                      | N/A                    | SM the Ballad Vol. 2 – Breath     |
| «I Don't Wanna Love You» (con June One Kim de Glen Check)                         | 2017                   | —                      | - CHN: 133 120+        | Sin álbum                         |
| Bandas sonoras                                                                    |                        |                        |                        |                                   |
| «Hard but Easy»(con Luna)                                                         | 2009                   | —                      | N/A                    | Invincible Lee Pyung Kang OST     |
| «Spread Its Wings»(con Luna X Amber)                                              | 2010                   | —                      | N/A                    | God of Study OST                  |
| «Calling Out»(con Luna)                                                           | 2010                   | —                      | N/A                    | Cinderella's Sister OST           |
| «Because of Me»                                                                   | 2011                   | —                      | N/A                    | Sign OST                          |
| «Grumbling»(con Leeteuk)                                                          | 2011                   | —                      | N/A                    | Sunday Night – Enjoy Today OST    |
| «Butterfly»(con Jessica)                                                          | 2012                   | 22                     | - COR: 300 352+        | To the Beautiful You OST          |
| «Say Yes»(con Jessica X Kris)                                                     | 2014                   | —                      | N/A                    | Make Your Move OST                |
| «All Of A Sudden»                                                                 | 2014                   | 25                     | - COR: 167 163+        | My Lovely Girl OST                |
| «–» indica que el lanzamiento no fue lanzado o no se posicionó en ese territorio. |                        |                        |                        |                                   |

## Premios y nominaciones
| Año  | Premio                                       | Categoría                                     | Trabajo nominado         | Resultado |
| ---- | -------------------------------------------- | --------------------------------------------- | ------------------------ | --------- |
| 2010 | MBC Entertainment Awards                     | Mejor Nueva Actriz en un Sticom de Comedia    | More Charming By The Day | Ganadora  |
| 2014 | 16th Seoul International Youth Film Festival | Mejor Actriz Joven                            | The Heirs                | Nominada  |
| 2014 | 2nd DramaFever Awards                        | Mejor Pareja con Kang Minhyuk                 | The Heirs                | Ganadora  |
| 2014 | 7th Style Icon Awards                        | Iconos del Estilo.Top 10 con Jessica Jung     | —                        | Nominada  |
| 2014 | 22nd SBS Drama Awards                        | Premio de Excelencia, Actriz en una miniserie | My Lovely Girl           | Nominada  |
| 2015 | 51st Baeksang Arts Awards                    | Actriz Más Popular (TV)                       | My Lovely Girl           | Ganadora  |
| 2015 | 1st Fashionista Awards                       | Mejor Fashionista Femenina (Primer premio)    | —                        | Ganadora  |
| 2016 | InStyle Star Icon                            | Most Stylish Female Idol                      | —                        | Ganadora  |
| 2016 | Jumei Award Ceremony 2016                    | Ícono de Moda                                 | —                        | Ganadora  |
| 2016 | 2nd Fashionista Awards                       | Mejor Fashionista (Primer Premio)             | —                        | Ganadora  |
| 2016 | Korea Fashion Photographers Association      | Celebrity of the Year – Photogenic            | —                        | Ganadora  |
| 2017 | 3rd Fashionista Awards                       | Best Fashionista – TV & Film Division         | The Bride of Habaek      | Ganadora  |
| 2021 | 57th Baeksang Arts Awards                    | Best New Actress                              | More Than Family         | Nominada  |
| 2021 | 26th Chunsa Film Art Award                   | Best New Actress                              | More Than Family         | Nominada  |
| 2021 | 41st Golden Cinema Film Festival             | Cinematographers’ Choice Popularity Award     | More Than Family         | Ganadora  |
| 2021 | KBS Drama Award                              | Best New Actress                              | Police University        | Ganadora  |